# Formação e evolução do Sistema Solar

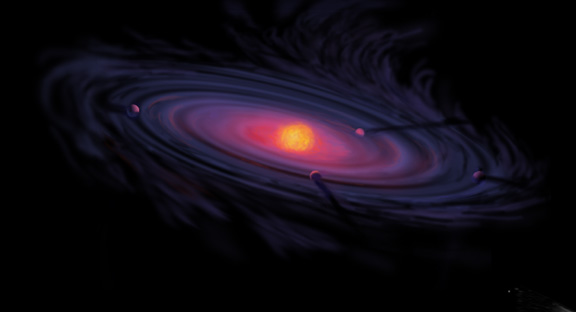
Representação artística do disco protoplanetário.

A formação e evolução do Sistema Solar iniciou-se há cerca de 4,6 bilhões anos com o colapso gravitacional de uma pequena parte de uma nuvem molecular A maior parte da massa em colapso concentrou-se e formou o Sol, tido como centro, enquanto o resto se achatou por ação da força gravitacional num disco protoplanetário do qual se viriam a formar os planetas, luas, asteroides e os outros corpos menores do Sistema Solar. Este modelo, conhecido como a hipótese nebular, foi desenvolvido pela primeira vez no século XVIII por Emanuel Swedenborg, Immanuel Kant e Pierre-Simon Laplace. O desenvolvimento desta teoria teve um grande impacto noutras disciplinas científicas, como a astronomia, física, geologia e planetologia.
Desde o início da era espacial na década de 1950 e a descoberta de planetas extra-solares na década de 1990, o modelo tem sido desafiado e refinado para explicar novas observações. O Sistema Solar evoluiu consideravelmente desde sua formação inicial. Muitas luas se formaram a partir de discos circulantes de gás e poeira ao redor de seus planetas-mães, enquanto acredita-se que outras luas se formaram independentemente e mais tarde foram capturadas por seus planetas. Outros, como a Lua da Terra, podem ser o resultado de colisões gigantes. Colisões entre corpos ocorreram continuamente até os dias atuais e têm sido centrais para a evolução do Sistema Solar. As posições dos planetas podem ter mudado devido às interações gravitacionais. Acredita-se que essa migração planetária tenha sido responsável por grande parte da evolução inicial do Sistema Solar. 
Dentro de cerca de 5 mil milhões de anos, o Sol irá arrefecer e expandir-se até muitas vezes o seu diâmetro atual, tornando-se uma gigante vermelha, subsequentemente de libertando para o espaço as suas camadas exteriores numa nebulosa planetária e deixando para trás os restos estelares conhecidos por anã branca. Num futuro muito distante, a passagem de estrelas, por ação da gravidade, irá moldar a sequência de planetas em redor do Sol. Alguns dos planetas serão destruídos, outros ejetados para o espaço interestelar. Finalmente, passados bilhões de anos, é provável que se encontre o Sol sem um dos corpos originais a orbitá-lo.

## História

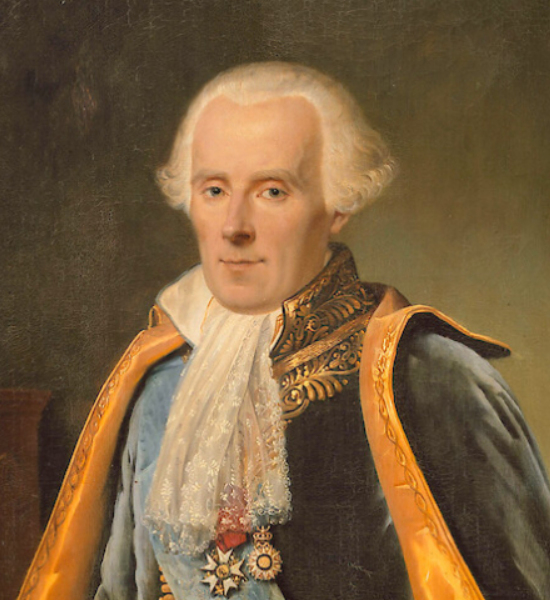
Pierre-Simon Laplace, um dos criadores da hipótese nebular

As ideias relativas à origem e futuro do mundo datam dos primeiros escritos conhecidos; no entanto, durante quase todo esse tempo, não houve tentativa de vincular tais teorias à existência de um "Sistema Solar", simplesmente porque não se pensava que o Sistema Solar, no sentido de que agora o entendemos, existia. O primeiro passo para uma teoria da formação e evolução do Sistema Solar foi a aceitação geral do heliocentrismo, que colocou o Sol no centro do sistema e da Terra em órbita ao seu redor. Este conceito havia se desenvolvido por milênios (Aristarco de Samos havia sugerido isso já em 250 a.C.), mas não foi amplamente aceito até o final do século XVII. O primeiro uso registrado do termo "Sistema Solar" data de 1704.
A teoria padrão atual para a formação do Sistema Solar, a hipótese nebular, caiu dentro e fora de favor desde sua formulação por Emanuel Swedenborg, Immanuel Kant e Pierre-Simon Laplace no século XVIII. A crítica mais significativa da hipótese foi sua aparente incapacidade de explicar a relativa falta de momento angular do Sol quando comparada com os planetas. No entanto, desde o início da década de 1980 estudos de estrelas jovens têm mostrado que elas estão cercadas por discos frescos de poeira e gás, exatamente como prevê a hipótese nebular, o que levou à sua reaceitação.
A compreensão de como o Sol deve continuar a evoluir exigiu uma compreensão da fonte de sua energia. A confirmação de Arthur Stanley Eddington da teoria da relatividade de Albert Einstein levou à sua percepção de que a energia do Sol vem de reações de fusão nuclear em seu núcleo, fundindo hidrogênio em hélio. Em 1935, Eddington foi mais longe e sugeriu que outros elementos também poderiam se formar dentro das estrelas. Fred Hoyle elaborou sobre esta premissa argumentando que estrelas evoluídas chamadas gigantes vermelhas criaram muitos elementos mais pesados do que hidrogênio e hélio em seus núcleos. Quando um gigante vermelho finalmente ejeta suas camadas externas, esses elementos seriam então reciclados para formar outros sistemas estelares.

## Formação

### Nebulosa protossolar
A hipótese nebular diz que o Sistema Solar se formou a partir do colapso gravitacional de um fragmento de uma nuvem molecular gigante. A nuvem tinha cerca de 20 parsec (65 anos-luz) de diâmetro, enquanto os fragmentos tinham cerca de 1 parsec (três e 1 quarto de anos-luz) de diâmetro. O colapso posterior dos fragmentos levou à formação de núcleos densos. Um desses fragmentos (conhecido como nebulosa protossolar) formou o que se tornou o Sistema Solar. A composição desta região com uma massa pouco acima da do Sol (M☉) era quase a mesma da composição solar de hoje, isto é, hidrogênio, hélio e vestígios de lítio produzidos pela nucleossíntese do Big Bang, formando cerca de 98% de sua massa. Os 2% restantes da massa consistiam de elementos mais pesados que foram criados pela nucleossíntese em gerações anteriores de estrelas. No final da vida dessas estrelas, eles ejetaram elementos mais pesados para o meio interestelar.

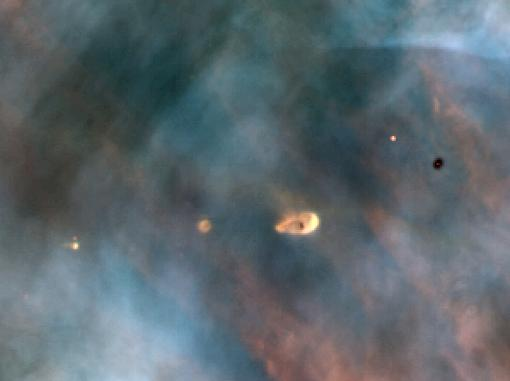
Imagem do hubble de discos protoplanetários na Nebulosa de Órion, um "berçário estelar" de anos-luz, provavelmente muito semelhante à nebulosa primordial da qual o Sol se formou

As inclusões mais antigas encontradas em meteoritos, que se creem rastrear o primeiro material sólido a se formar na nebulosa protossolar, têm 4568,2 milhões de anos, o que é uma das definições para a idade do Sistema Solar. Estudos de meteoritos antigos revelam traços de núcleos-filhos estáveis de isótopos de curta duração, como o ferro-60, que só se formam em estrelas explosivas e de curta duração. Isso indica que uma ou mais supernovas ocorreram nas proximidades. Uma onda de choque de uma supernova pode ter desencadeado a formação do Sol criando regiões relativamente densas dentro da nuvem, causando o colapso dessas regiões. Porque apenas estrelas massivas e de curta duração produzem supernovas, o Sol deve ter se formado em uma grande região formadora de estrelas que produziu estrelas massivas, possivelmente semelhantes à Nebulosa de Órion. Estudos da estrutura do cinturão de Kuiper e de materiais anômalos dentro dele sugerem que o Sol se formou dentro de um aglomerado entre 1.000 e 10 000 estrelas com um diâmetro entre 6,5 e 19,5 anos-luz e uma massa coletiva de 3.000 M☉. Este aglomerado começou a se separar entre 135 milhões e 535 milhões de anos após a formação. Várias simulações do nosso jovem Sol interagindo com estrelas próximas ao longo dos primeiros 100 milhões de anos de sua vida produzem órbitas anômalas observadas no sistema solar, como objetos separados.
Por causa da conservação do momento angular, a nebulosa girou mais rápido à medida que colapsada. À medida que o material dentro da nebulosa se condensava, os átomos dentro dele começaram a colidir com frequência crescente, convertendo sua energia cinética em calor. O centro, onde a maior parte da massa coletada, tornou-se cada vez mais quente que o disco circundante. Ao longo de cerca de 100 000 anos, as forças concorrentes de gravidade, pressão de gás, campos magnéticos e rotação fizeram com que a nebulosa contraída se achatasse em um disco protoplanetário giratório com um diâmetro de cerca de 200 UA e formasse uma protoestrela quente e densa (uma estrela na qual a fusão de hidrogênio ainda não começou) no centro.
Neste ponto de sua evolução, acredita-se que o Sol tenha sido uma estrela T Tauri. Estudos de estrelas de T Tauri mostram que muitas vezes são acompanhados por discos de matéria pré-planetária com massas de 0,001-0.1. Esses discos se estendem a várias centenas de UA — o Telescópio Espacial Hubble observou discos protoplanetários de até 1000 UA de diâmetro em regiões formadoras de estrelas, como a Nebulosa de Órion e são bastante frios, atingindo uma temperatura de superfície de apenas cerca de 1.000 K (730 °C; 1.340 °F) na sua parte mais quente. Dentro de 50 milhões de anos, a temperatura e a pressão no núcleo do Sol tornaram-se tão grandes que seu hidrogênio começou a se fundir, criando uma fonte interna de energia que contrapuniu a contração gravitacional até que o equilíbrio hidrostático fosse alcançado. Isso marcou a entrada do Sol na fase nobre de sua vida, conhecida como a sequência principal. Estrelas de sequência principal derivam energia da fusão de hidrogênio em hélio em seus núcleos. O Sol continua sendo uma estrela de sequência principal hoje. À medida que o sistema solar primitivo continuava a evoluir, ele eventualmente se afastou de seus irmãos no berçário estelar, e continuou orbitando o centro da Via Láctea por conta própria.

### Formação dos planetas
Acredita-se que os vários planetas se formaram a partir da nebulosa solar, a nuvem em forma de disco de gás e poeira que sobrou da formação do Sol. O método atualmente aceito pelo qual os planetas se formaram é o acreção, no qual os planetas começaram como grãos de poeira em órbita ao redor da protoestrela central. Através do contato direto e da auto-organização, esses grãos formaram-se em aglomerados de até 200 m de diâmetro, que por sua vez colidiram para formar corpos maiores (planetésimais) de ~10 km (6,2 mi) de tamanho. Estes aumentaram gradualmente através de novas colisões, crescendo à taxa de centímetros por ano ao longo dos próximos milhões de anos.
O sistema solar interno, a região do Sistema Solar dentro de 4 UA, era muito quente para moléculas voláteis como água e metano se condensarem, de modo que os planetésimais que se formaram lá só podiam se formar a partir de compostos com altos pontos de fusão, como metais (como ferro, níquel e alumínio) e silicatos rochosos. Esses corpos rochosos se tornariam os planetas terrestres (Mercúrio, Vênus, Terra e Marte). Esses compostos são bastante raros no Universo, compreendendo apenas 0,6% da massa da nebulosa, de modo que os planetas terrestres não poderiam crescer muito. Os embriões terrestres cresceram cerca de 0,05 massas terrestres e deixaram de acumular matéria cerca de 100 000 anos após a formação do Sol; colisões subsequentes e fusões entre esses corpos do tamanho de planetas permitiram que planetas terrestres crescessem até seus tamanhos atuais.
Quando os planetas terrestres estavam se formando, eles permaneceram imersos em um disco de gás e poeira. O gás foi parcialmente suportado pela pressão e por isso não orbitou o Sol tão rapidamente quanto os planetas. O arrasto resultante e, mais importante, interações gravitacionais com o material circundante causaram uma transferência de momento angular, e como resultado os planetas gradualmente migraram para novas órbitas. Os modelos mostram que as variações de densidade e temperatura no disco regiam essa taxa de migração, mas a tendência líquida era que os planetas internos migrassem para dentro à medida que o disco se dissipava, deixando os planetas em suas órbitas atuais.
Os planetas gigantes (Júpiter, Saturno, Urano e Netuno) formaram-se mais longe, além da linha de geada, que é o ponto entre as órbitas de Marte e Júpiter, onde o material é frio o suficiente para que compostos gelados voláteis permaneçam sólidos. Os gelos que formavam os planetas jovianos eram mais abundantes do que os metais e silicatos que formavam os planetas terrestres, permitindo que os planetas gigantes crescessem massivas o suficiente para capturar hidrogênio e hélio, os elementos mais leves e abundantes. Planetesimals além da linha de geada acumularam até 4 massas terrestres em cerca de 3 milhões de anos. Hoje, os quatro planetas gigantes compreendem pouco menos de 99% de toda a massa que orbita o Sol. Os teóricos acreditam que não é por acaso que Júpiter está logo depois da linha de geada. Como a linha de geada acumulava grandes quantidades de água através da evaporação de material gelado em queda, criou uma região de menor pressão que aumentou a velocidade das partículas de poeira em órbita e parou seu movimento em direção ao Sol. Na verdade, a linha de geada agiu como uma barreira que fez com que o material se acumulasse rapidamente a ~5 UA do Sol. Este excesso de material se fundiu em um grande embrião (ou núcleo) que começou a acumular um envelope através de acreção de gás do disco circundante a uma taxa cada vez maior. Quando a massa em volta se igualou à massa sólida do núcleo, o crescimento prosseguiu muito rapidamente, atingindo cerca de 150 massas terrestres ~105 anos depois e finalmente atingindo. Saturno pode dever sua massa substancialmente menor simplesmente a ter se formado alguns milhões de anos depois de Júpiter, quando havia menos gás disponível para consumir.
Estrelas Tauri como o jovem Sol têm ventos estelares muito mais fortes que estrelas mais estáveis e mais velhas. Pensa-se que Urano e Netuno se formaram depois de Júpiter e Saturno, quando o forte vento solar soprou grande parte do material do disco. Como resultado, esses planetas acumularam pouco hidrogênio e hélio - não mais do que cada um deles. Urano e Netuno são às vezes chamados de núcleos falhados. O principal problema com as teorias de formação para estes planetas é a escala de tempo de sua formação. Nas localidades atuais, teria levado milhões de anos para que seus núcleos acretarem. Isto significa que Urano e Netuno podem ter se formado mais perto do Sol - ao nascer ou mesmo entre Júpiter e Saturno - e posteriormente migraram ou foram ejetados para fora. O movimento na era planetesimal não foi todo para dentro em direção ao Sol; o retorno da amostra de Stardust do Comet Wild 2 sugeriu que os materiais da formação inicial do Sistema Solar migraram do Sistema Solar interno mais quente para a região do cinturão do Kuiper.
Após entre três e dez milhões de anos, o vento solar do jovem Sol teria limpado todo o gás e poeira do disco protoplanetário, soprando-o para o espaço interestelar, acabando assim com o crescimento dos planetas.

## Evolução subsequente
Pensava-se que os planetas se formavam dentro ou perto de suas órbitas atuais. Isso tem sido questionado nos últimos 20 anos. Atualmente, muitos cientistas planetários pensam que o Sistema Solar poderia ter parecido muito diferente após sua formação inicial: vários objetos pelo menos tão massivos quanto Mercúrio estavam presentes no sistema solar interior, o Sistema Solar exterior era muito mais compacto do que é agora, e o cinturão de Kuiper estava muito mais próximo do Sol.

### Planetas terrestres
No final da época de formação planetária, o sistema solar interior foi povoado por 50-100 embriões planetários do tamanho de Marte. Um crescimento adicional só foi possível porque esses corpos colidiram e se fundiram, o que levou menos de 100 milhões de anos. Esses objetos teriam interagido gravitacionalmente uns com os outros, puxando as órbitas uns dos outros até colidirem, crescendo até que os quatro planetas terrestres que conhecemos hoje tomaram forma. Acredita-se que uma dessas colisões gigantes formaram a Lua, enquanto outra removeu o invólucro externo do jovem Mercúrio.
Uma questão não resolvida com este modelo é que ele não pode explicar como as órbitas iniciais dos planetas prototerrestres, que precisariam ser altamente excêntricas para colidir, produziram as órbitas notavelmente estáveis e quase circulares que eles têm hoje. Uma hipótese é que os planetas formaram-se em um disco de gás ainda não expulso pelo Sol. O "arrasto gravitacional" deste gás residual teria eventualmente reduzido a energia dos planetas, suavizando suas órbitas. No entanto, tal gás, se existisse, teria impedido que as órbitas dos planetas se afatassem uns dos outros. Outra hipótese é que o arrasto gravitacional ocorreu não entre os planetas e o gás residual, mas entre os planetas e os demais pequenos corpos. À medida que os grandes corpos se moviam através da multidão de objetos menores, os objetos menores, atraídos pela gravidade dos planetas maiores, formavam uma região de maior densidade, uma "esteira gravitacional", no caminho dos objetos maiores. Ao fazê-lo, o aumento da gravidade desacelerou os objetos maiores em órbitas mais regulares.

### Cintura de asteroides
A fronteira exterior da região telúrica, entre 2 e 4 UA do Sol, é chamada cintura de asteroides. A cintura de asteroides continha inicialmente matéria mais do que suficiente para formar dois ou três planetas iguais à Terra, , e, de facto, um grande número de planetesimais lá se formaram. Assim como os planetas telúricos, os planetesimais nesta região colidiram e fundiram-se, formando entre 30 protoplanetas com tamanhos entre os da Lua e Marte. No entanto, a proximidade de Júpiter fez com que a história desta região tenha mudado drasticamente, quando este planeta gasoso se formou, 3 milhões de anos após a formação do Sol. Ressonâncias orbitais entre Júpiter e Saturno são particularmente fortes na cintura de asteroides e interações gravitacionais com protoplanetas mais massivos dispersou muitos planetesimais para essas ressonâncias. A gravidade de Júpiter aumentou a velocidade dos objetos nessas ressonâncias, levando-os à destruição, quando colidem com outros corpos, em vez de se agregarem.
À medida que Júpiter, após a sua formação, migrava para o interior do Sistema Solar (ver abaixo), a cintura de asteroides era varrida por diversas ressonâncias, excitando dinamicamente os corpos astronómicos dessa região, aumentando a velocidade relativa entre eles. A ação das ressonâncias e dos embriões planetários levaram a dois efeitos: a expulsão de planetesimais da cintura de asteroides ou a um aumento das suas inclinações e excentricidades orbitais. Alguns dos protoplanetas mais massivos também foram expulsos por Júpiter, enquanto outros migraram para o Sistema Solar interior e fizeram parte da acreção final dos planetas telúricos. O efeito dos planetas gigantes e dos protoplanetas, durante este primeiro período de diminuição do número de corpos planetários, deixou a cintura de asteroides com uma massa equivalente a menos de 1% da massa da Terra, composta principalmente por pequenos planetesimais. No entanto, este número é entre 10 a 20 vezes maior que a massa atualmente existente na cintura de asteroides, correspondente a cerca de 1/2 000 da massa da Terra. Um segundo período de diminuição, trouxe a massa na cintura asteroides para os níveis atuais. Pensa-se que esse período ocorreu quando Júpiter e Saturno entraram, temporariamente, numa ressonância orbital de 2:1.
O período de impactos gigantes no Sistema Solar interior teve, provavelmente, um papel importante na aquisição, por parte da Terra, do atual volume de água (aproximadamente 6×1021 kg), adquirido a partir dos corpos da cintura de asteroides inicial. A água é um composto demasiado volátil para ter estado presente na formação da Terra e, por essa razão, deve ter vindo de fora, de zonas mais frias do Sistema Solar, provavelmente trazida por embriões planetários ou pequenos planetesimais expulsos da cintura de asteroides por Júpiter. Uma população de cometas da cintura de asteroides descoberta em 2006  foi sugerida como uma possível fonte para a água da Terra. Contrastando com este cenário, os cometas da cintura de Kuiper ou de regiões mais longínquas não contribuíram com mais de 6% da água atualmente existente na Terra. A hipótese da panspermia sustenta que a vida em si foi depositada no planeta Terra, no entanto esta ideia não é muito aceite pela comunidade científica.

### Migração planetária
De acordo com a hipótese nebular, os dois planetas externos podem estar no "lugar errado". Urano e Netuno (conhecidos como "gigantes do gelo") existem em uma região onde a densidade reduzida da nebulosa solar e tempos orbitais mais longos tornam sua formação lá altamente implausível. Acredita-se que os dois se formaram em órbitas próximas a Júpiter e Saturno (conhecidos como "gigantes gasosos"), onde mais material estava disponível, e por terem migrado para fora para suas posições atuais ao longo de centenas de milhões de anos.

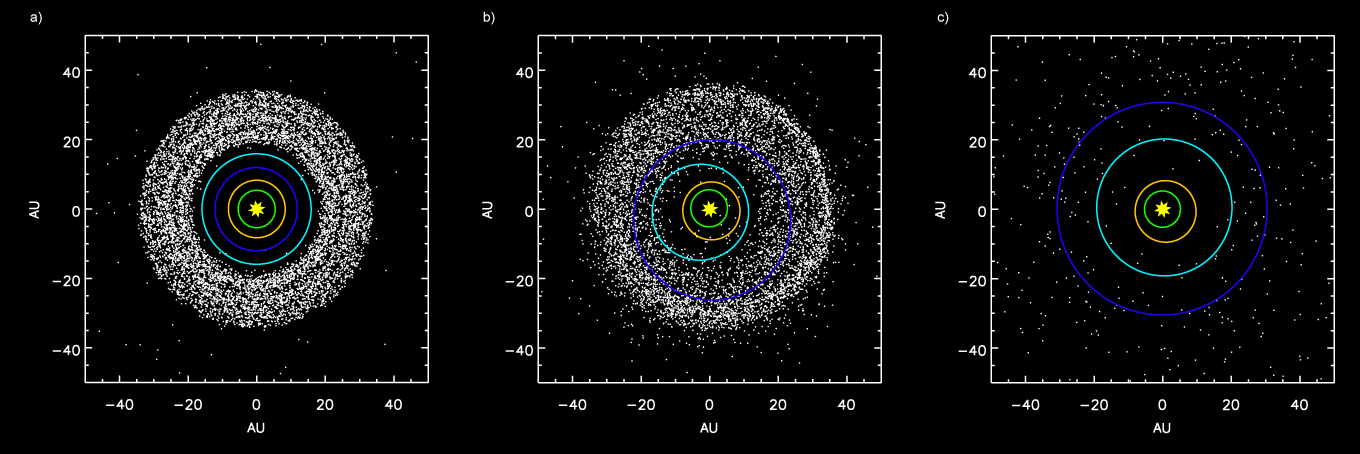
Simulação mostrando planetas externos e cinturão de Kuiper:
a) Antes de Júpiter/Saturno ressonância 2:1
b) Dispersão de objetos do cinturão de Kuiper no Sistema Solar após a mudança orbital de Netunoc) Após a ejeção dos corpos do cinturão de Kuiper por Júpiter

A migração dos planetas externos também é necessária para explicar a existência e as propriedades das regiões mais externas do Sistema Solar.  Além de Netuno, o Sistema Solar continua no cinturão de Kuiper, no disco disperso e na nuvem de Oort, três populações esparsas de pequenos corpos gelados considerados os pontos de origem para a maioria dos cometas observados. À sua distância do Sol, a acreção era muito lenta para permitir que os planetas se formassem antes da nebulosa solar se dispersar, e assim o disco inicial não tinha densidade de massa suficiente para se consolidar em um planeta. O cinturão de Kuiper fica entre 30 e 55 UA do Sol, enquanto o disco mais disperso se estende para mais de 100 UA, e a distante nuvem de Oort começa em cerca de 50.000 UA. Originalmente, no entanto, o cinturão de Kuiper era muito mais denso e mais próximo do Sol, com uma borda externa de aproximadamente 30 UA. Sua borda interna teria sido um pouco além das órbitas de Urano e Netuno, que por sua vez estavam muito mais perto do Sol quando se formaram (provavelmente na faixa de 15-20 UA), e em 50% das simulações acabaram em locais opostos, com Urano mais longe do Sol do que Netuno.
De acordo com o modelo nice, após a formação do Sistema Solar, as órbitas de todos os planetas gigantes continuaram a mudar lentamente, influenciadas por sua interação com o grande número de planetésis restantes. Após 500-600 milhões de anos (cerca de 4 bilhões de anos atrás) Júpiter e Saturno caíram em uma ressonância 2:1: Saturno orbitou o Sol uma vez para cada duas órbitas de Júpiter. Essa ressonância criou um empurrão gravitacional contra os planetas externos, possivelmente fazendo com que Netuno passasse por Urano e arasse o antigo cinturão de Kuiper.Os planetas espalharam a maioria dos pequenos corpos gelados para dentro, enquanto se movem para fora. Esses planetésimais então se espalharam para fora do próximo planeta que encontraram de maneira semelhante, movendo as órbitas dos planetas para fora enquanto se moviam para dentro. Esse processo continuou até que os planetésimais interagiram com Júpiter, cuja imensa gravidade os enviou para órbitas altamente elípticas ou até mesmo os ejetou do Sistema Solar. Isso fez com que Júpiter se movesse ligeiramente para dentro. Esses objetos espalhados por Júpiter em órbitas altamente elípticas formaram a nuvem de Oort; esses objetos espalhados em menor grau pelo Netuno migratório formaram o cinturão kuiper atual e o disco disperso. Este cenário explica a atual baixa massa do cinturão de Kuiper e do disco disperso. Alguns dos objetos dispersos, incluindo Plutão, tornaram-se gravitacionalmente ligados à órbita de Netuno, forçando-os a ressonâncias de movimento médio. Eventualmente, o atrito dentro do disco planetésima fez as órbitas de Urano e Netuno circular novamente.
Em contraste com os planetas externos, acredita-se que os planetas interiores não tenham migrado significativamente sobre a idade do Sistema Solar, porque suas órbitas permaneceram estáveis após o período de impactos gigantes.
Outra questão é por que Marte saiu tão pequeno comparado com a Terra. Um estudo do Southwest Research Institute, san Antonio, Texas, publicado em 6 de junho de 2011 (chamado de hipótese grand tack), propõe que Júpiter havia migrado para dentro para 1,5 UA. Depois que Saturno se formou, migrou para dentro e estabeleceu a ressonância de movimento média 2:3 com Júpiter, o estudo assume que ambos os planetas migraram de volta para suas posições atuais. Júpiter teria consumido, assim, grande parte do material que teria criado um Marte maior. As mesmas simulações também reproduzem as características do cinturão moderno de asteroides, com asteroides secos e objetos ricos em água semelhantes aos cometas. No entanto, não está claro se as condições na nebulosa solar teriam permitido que Júpiter e Saturno voltassem às suas posições atuais, e de acordo com as estimativas atuais essa possibilidade parece improvável. Além disso, existem explicações alternativas para a pequena massa de Marte.

### Intenso bombardeio tardio

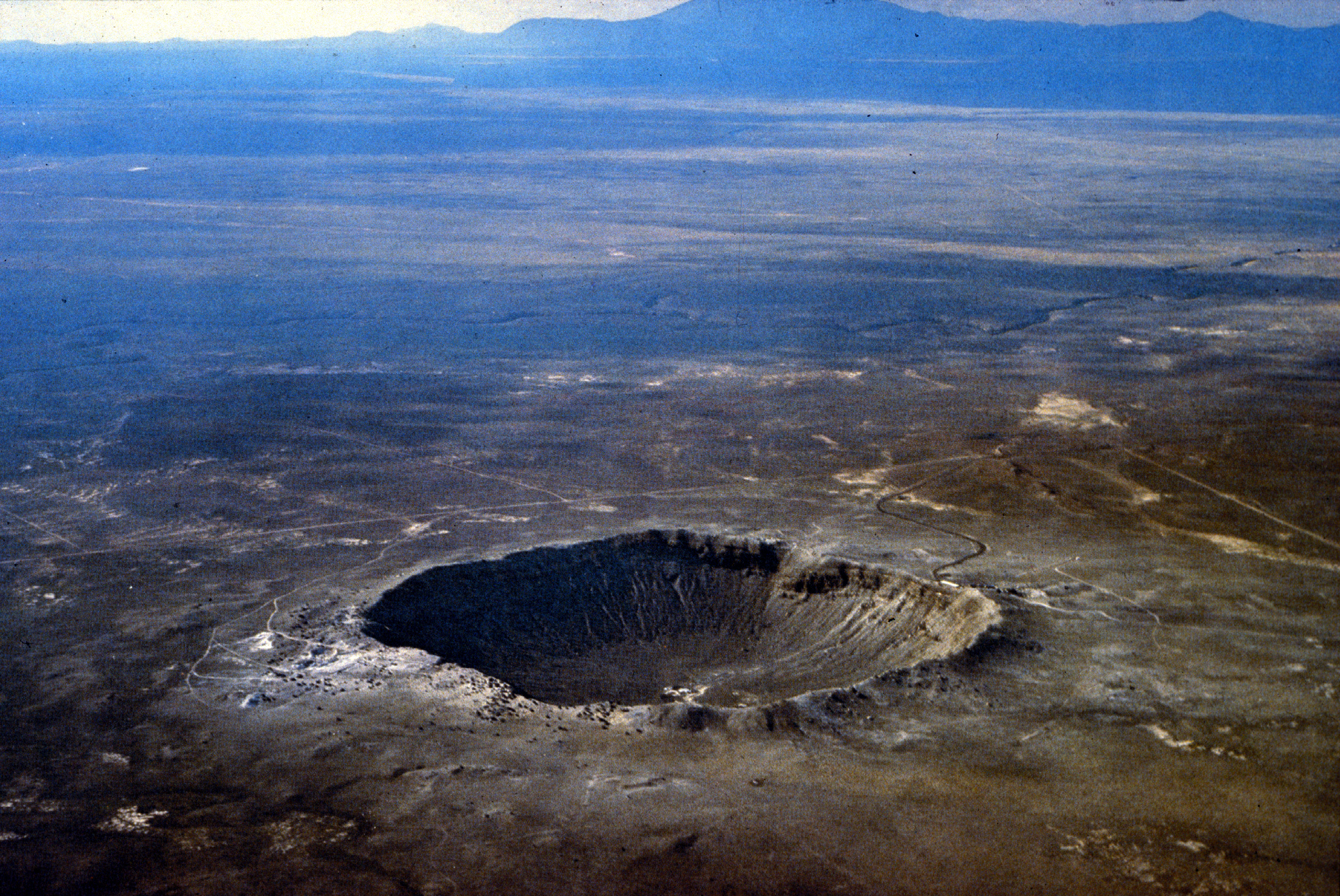
Cratera de meteoro no Arizona. Criado há 50 000 anos por um impactador de cerca de 50 metros de diâmetro, mostra que o acréscimo do Sistema Solar não acabou.

A interrupção gravitacional da migração dos planetas exteriores teria enviado um grande número de asteroides para o sistema solar interior, esgotando severamente o cinturão original até atingir a massa extremamente baixa de hoje. Este evento pode ter desencadeado o intenso bombardeio tardio que ocorreu há aproximadamente 4 bilhões de anos, 500-600 milhões de anos após a formação do Sistema Solar. Este período de bombardeio severo durou várias centenas de milhões de anos e é evidente nas crateras ainda visíveis em corpos geologicamente mortos do sistema solar interior, como a Lua e Mercúrio. A evidência mais antiga conhecida para a vida na Terra data de 3,8 bilhões de anos atrás - quase imediatamente após o fim do intenso bombardeio tardio.
Acredita-se que os impactos sejam uma parte regular (se atualmente pouco frequente) da evolução do Sistema Solar. Que eles continuam a acontecer é evidenciado pela colisão do Cometa Shoemaker-Levy 9 com Júpiter em 1994, o evento de impacto de Júpiter de 2009, o evento de Tunguska, o meteoro Chelyabinsk e o impacto que criou a Cratera do Meteoro no Arizona. O processo de acreção, portanto, não está completo, e ainda pode representar uma ameaça à vida na Terra.
Ao longo da evolução do Sistema Solar, os cometas foram ejetados para fora do sistema solar interior pela gravidade dos planetas gigantes, e enviaram milhares de UA para fora para formar a nuvem de Oort, um enxame exterior esférico de núcleos cometários na extensão mais distante da atração gravitacional do Sol. Eventualmente, depois de cerca de 800 milhões de anos, a ruptura gravitacional causada pelas marés galácticas, estrelas que passavam e nuvens moleculares gigantes começaram a esgotar a nuvem, enviando cometas para o interior do Sistema Solar. A evolução do Sistema Solar também parece ter sido influenciada pelo clima espacial do vento solar, dos micrometeoritos e dos componentes neutros do meio interestelar.
A evolução do cinturão de asteroides após o Intenso bombardeio tardio foi governada principalmente por colisões. Objetos com grande massa têm gravidade suficiente para reter qualquer material ejetado por uma violenta colisão. No cinturão de asteroides, isso normalmente não é o caso. Como resultado, muitos objetos maiores foram quebrados, e às vezes objetos mais novos foram forjados a partir dos remanescentes em colisões menos violentas. Luas ao redor de alguns asteroides atualmente só podem ser explicadas como consolidações de material arremessado para longe do objeto pai sem energia suficiente para escapar totalmente de sua gravidade.

## Luas
Luas passaram a existir ao redor da maioria dos planetas e muitos outros corpos do Sistema Solar. Estes satélites naturais originaram-se por um dos três mecanismos possíveis:
- Co-formação a partir de um disco circunplanetário (apenas nos casos dos planetas gigantes);
- Formação a partir de detritos de impacto (dado um impacto grande o suficiente em um ângulo raso); e
- Captura de um objeto que passa.

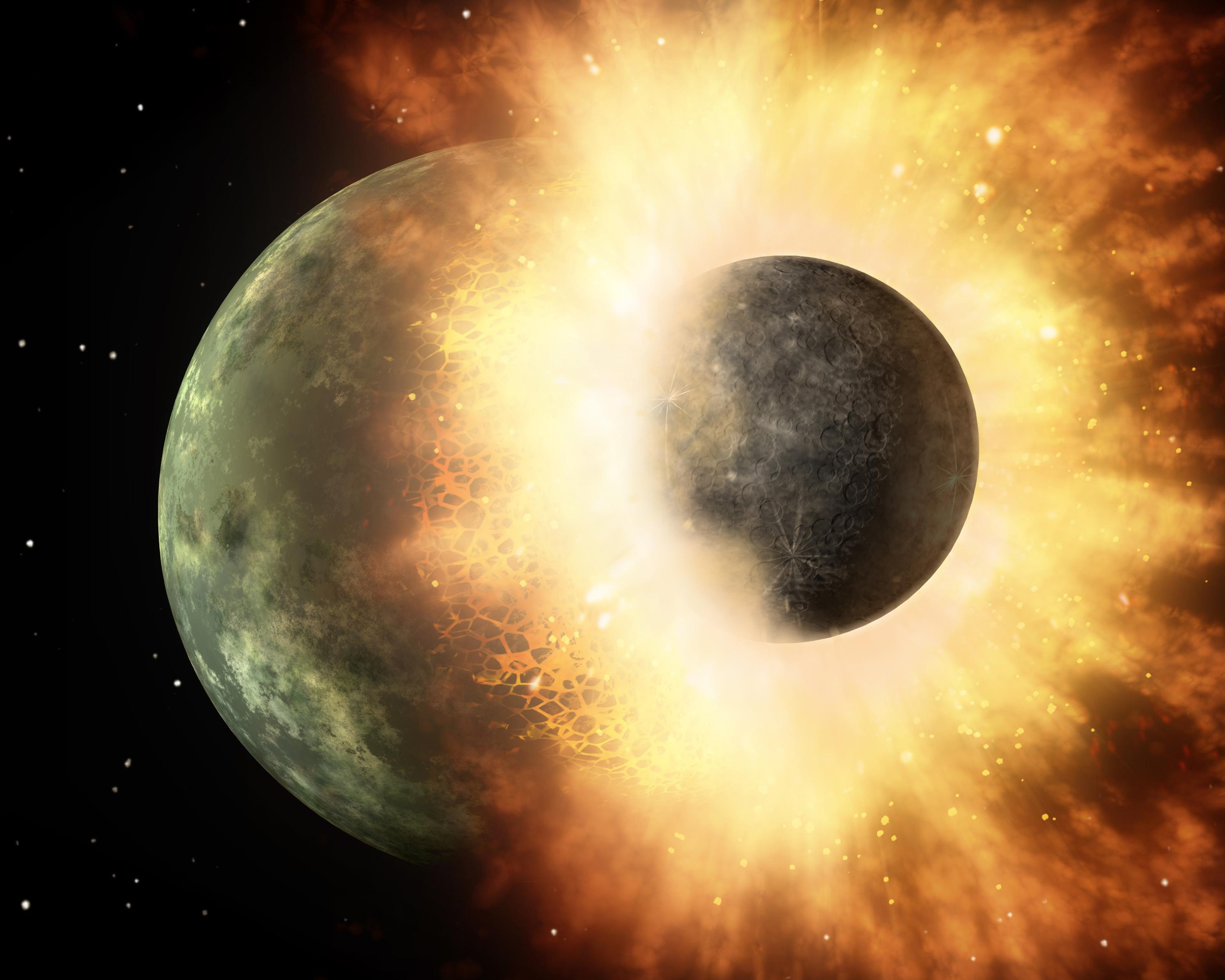
Concepção artistica do impacto gigante pensado para ter formado a Lua

Júpiter e Saturno têm várias luas grandes, como Io, Europa, Ganimedes e Titã, que podem ter se originado de discos ao redor de cada planeta gigante da mesma forma que os planetas formaram a partir do disco ao redor do Sol.  Essa origem é indicada pelos grandes tamanhos das luas e sua proximidade com o planeta. Esses atributos são impossíveis de alcançar através da captura, enquanto a natureza gasosa das primárias também torna a formação de detritos de colisão improvável. As luas externas dos planetas gigantes tendem a ser pequenas e têm órbitas excêntricas com inclinações arbitrárias. Estas são as características esperadas dos corpos capturado. A maioria dessas luas orbita na direção oposta à rotação de suas primárias. A maior lua irregular é a lua de Netuno Tritão, que se acredita ser um objeto de cinturão de Kuiper capturado.
Luas de corpos sólidos do Sistema Solar foram criadas por colisões e capturas. Acredita-se que as duas pequenas luas de Marte, Deimos e Phobos, sejam asteroides capturados. Acredita-se que a Lua da Terra tenha se formado como resultado de uma única e grande colisão fronta. O objeto impactante provavelmente tinha uma massa comparável à de Marte, e o impacto provavelmente ocorreu perto do fim do período de impactos gigantes. A colisão entrou em órbita de parte do manto do impactor, que então se fundiu na Lua.  O impacto foi provavelmente o último da série de fusões que formaram a Terra. Foi ainda mais hipótese de que o objeto do tamanho de Marte pode ter se formado em um dos pontos estáveis da Terra-Sol Lagrangian (L4 ou L5) e se afastado de sua posição.  As luas dos objetos trans-neptunianos Plutão (Charon) e Orcus (Vanth) também podem ter se formado por meio de uma grande colisão: os sistemas Plutão-Charon, Orcus-Vanth e Terra-Lua são incomuns no Sistema Solar, na medida em que a massa do satélite é pelo menos 1% da do corpo maior.

## Futuro
Os astrônomos estimam que o estado atual do Sistema Solar não mudará drasticamente até que o Sol tenha fundido quase todo o combustível de hidrogênio em seu núcleo em hélio, iniciando sua evolução a partir da sequência principal do diagrama hertzsprung-Russell e em sua fase gigante-vermelha. O Sistema Solar continuará a evoluir até lá. Eventualmente, o Sol provavelmente se expandirá o suficiente para sobrecarregar os planetas interiores (Mercúrio, Vênus, possivelmente a Terra), mas não os planetas exteriores, incluindo Júpiter e Saturno. Depois, o Sol seria reduzido ao tamanho de uma anã branca, e os planetas exteriores e suas luas continuariam orbitando este diminutivo remanescente solar. Este desenvolvimento futuro pode ser semelhante à detecção observada do MOA-2010-BLG-477L b, um exoplaneta do tamanho de Júpiter orbitando sua estrela anã branca hospedeira MOA-2010-BLG-477L.

### Estabilidade a longo prazo
O Sistema Solar é caótico ao longo de escalas de tempo de milhões e bilhões de anos, com as órbitas dos planetas abertas a variações de longo prazo. Um exemplo notável deste caos é o sistema Netuno-Plutão, que está em uma ressonância orbital 3:2. Embora a ressonância em si permaneça estável, torna-se impossível prever a posição de Plutão com qualquer grau de precisão de mais de 10-20 milhões de anos (o tempo lyapunov) no futuro. Outro exemplo é a inclinação axial da Terra, que, devido ao atrito levantado dentro do manto da Terra por interações de marés com a Lua é incomputável de algum ponto entre 1,5 e 4,5 bilhões de anos a partir de agora.
As órbitas dos planetas exteriores são caóticas em escalas de tempo mais longas, com um tempo lyapunov na faixa de 2 a 230 milhões de anos.Em todos os casos, isso significa que a posição de um planeta ao longo de sua órbita acaba sendo impossível de prever com qualquer certeza (assim, por exemplo, o tempo do inverno e do verão se tornam incertos), mas em alguns casos as próprias órbitas podem mudar drasticamente. Tal caos se manifesta mais fortemente como mudanças na excentricidade, com as órbitas de alguns planetas se tornando significativamente mais - ou menos - elípticas.
Em última análise, o Sistema Solar é estável na medida em que nenhum dos planetas provavelmente colidirá uns com os outros ou será ejetado do sistema nos próximos bilhões de anos. Além disso, dentro de cinco bilhões de anos ou mais a excentricidade de Marte pode crescer para cerca de 0,2, de tal forma que ela está em uma órbita de passagem da Terra, levando a uma possível colisão. Na mesma escala de tempo, a excentricidade de Mercúrio pode crescer ainda mais, e um encontro próximo com Vênus poderia teoricamente ejetá-lo do Sistema Solar completamente ou enviá-lo em rota de colisão com Vênus ou Terra. Isso pode acontecer dentro de um bilhão de anos, de acordo com simulações numéricas nas quais a órbita de Mercúrio está perturbada.

### Sistemas de anéis lunares
A evolução dos sistemas lunares é impulsionada por forças marítimas. Uma lua levantará uma protuberância de maré no objeto que orbita (o principal) devido à força gravitacional diferencial através do diâmetro do primário. Se uma lua está girando na mesma direção que a rotação do planeta e o planeta está girando mais rápido que o período orbital da Lua, a protuberância será constantemente puxada à frente da Lua. Nesta situação, o momento angular é transferido da rotação do primário para a revolução do satélite. A lua ganha energia e gradualmente espira para fora, enquanto a primária gira mais lentamente ao longo do tempo.
A Terra e sua Lua são um exemplo dessa configuração. Hoje, a Lua está presa à Terra; uma de suas revoluções ao redor da Terra (atualmente cerca de 29 dias) é igual a uma de suas rotações sobre seu eixo, por isso sempre mostra uma face para a Terra. A Lua continuará a recuar da Terra, e o giro da Terra continuará a diminuir gradualmente. Outros exemplos são as luas galileanas de Júpiter (assim como muitas das luas menores de Júpiter) e a maioria das luas maiores de Saturno.

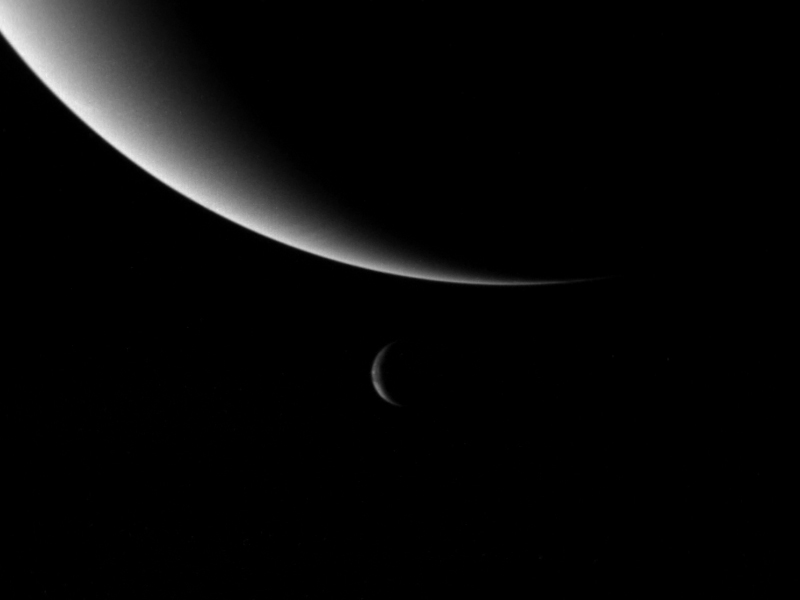
Netuno e sua lua Tritão, vista da Voyager 2. A órbita de Tritão acabará por levá-la ao limite de Netuno, despedaçando-a e possivelmente formando um novo sistema de anéis.

Um cenário diferente ocorre quando a lua está girando em torno do primário mais rápido do que o principal gira, ou está girando na direção oposta à rotação do planeta. Nestes casos, a protuberância das marés fica atrás da lua em sua órbita. No primeiro caso, a direção da transferência de momento angular é invertida, de modo que a rotação das primárias acelera enquanto a órbita do satélite encolhe. Neste último caso, o momento angular da rotação e da revolução tem sinais opostos, de modo que a transferência leva a diminuição na magnitude de cada um (que se cancelam). Em ambos os casos, a desaceleração das marés faz com que a lua espiral em direção ao primário até que ela seja dilacerada por tensões de maré, potencialmente criando um sistema de anéis planetários, ou colidindo na superfície ou atmosfera do planeta. Tal destino aguarda as luas Phobos de Marte (dentro de 30 a 50 milhões de anos), Tritão de Netuno (em 3,6 bilhões de anos), e pelo menos 16 pequenos satélites de Urano e Netuno. A Desdemona de Urano pode até colidir com uma de suas luas vizinhas.
Uma terceira possibilidade é onde as primárias e a lua estão presas umas às outras. Nesse caso, a protuberância das marés permanece diretamente sob a lua, não há transferência de momento angular, e o período orbital não mudará. Plutão e Charon são um exemplo desse tipo de configuração.
Não há consenso quanto ao mecanismo de formação dos anéis de Saturno. Embora os modelos teóricos indicassem que os anéis provavelmente se formaram no início da história do Sistema Solar, dados da espaçonave Cassini-Huygens sugerem que eles se formaram relativamente tarde.

### O Sol e os ambientes planetários
A longo prazo, as maiores mudanças no Sistema Solar virão de mudanças no próprio Sol à medida que envelhece. À medida que o Sol queima através de seu suprimento de combustível de hidrogênio, ele fica mais quente e queima o combustível restante ainda mais rápido. Como resultado, o Sol está crescendo mais brilhante a uma taxa de 10% a cada 1,1 bilhão de anos. Em cerca de 600 milhões de anos, o brilho do Sol terá interrompido o ciclo de carbono da Terra a ponto de árvores e florestas (vida de plantas fotossintéticas C3) não mais serem capazes de sobreviver; e em cerca de 800 milhões de anos, o Sol terá matado toda a vida complexa na superfície da Terra e nos oceanos. Em 1,1 bilhão de anos, o aumento da produção de radiação do Sol fará com que sua zona habitável circunstelar se mova para fora, tornando a superfície da Terra muito quente para que a água líquida exista lá naturalmente. Neste ponto, toda a vida será reduzida a organismos unicelulares. A evaporação da água, um potente gás de efeito estufa, da superfície dos oceanos poderia acelerar o aumento da temperatura, potencialmente acabando com toda a vida na Terra ainda mais cedo.  Durante este tempo, é possível que, à medida que a temperatura da superfície de Marte suba gradualmente, o dióxido de carbono e a água atualmente congelados sob o regolito da superfície se libertarão na atmosfera, criando um efeito estufa que aquecerá o planeta até alcançar condições paralelas à Terra hoje, fornecendo uma morada futura potencial para a vida. Daqui a 3,5 bilhões de anos, as condições da superfície da Terra serão semelhantes às de Vênus hoje.

Tamanho relativo do Sol como ele é agora (inset) em comparação com seu tamanho futuro estimado como um gigante vermelho

Daqui a 5,4 bilhões de anos, o núcleo do Sol ficará quente o suficiente para desencadear a fusão de hidrogênio em sua concha circundante.  Isso fará com que as camadas externas da estrela se expandam muito, e a estrela entrará em uma fase de sua vida na qual é chamada de gigante vermelha. Dentro de 7,5 bilhões de anos, o Sol terá expandido para um raio de 1,2 UA — 256 vezes o seu tamanho atual. Na ponta do ramo gigante-vermelho, como resultado do aumento da área de superfície, a superfície do Sol será muito mais fria (cerca de 2600 Mil) do que agora e sua luminosidade muito maior — até 2.700 luminosidades solares atuais. Durante parte de sua vida de gigante vermelha, o Sol terá um vento estelar forte que levará cerca de 33% de sua massa. Durante esse tempo, é possível que a lua de Saturno Titã possa alcançar temperaturas superficiais necessárias para suportar a vida.
À medida que o Sol se expande, ele engolirá os planetas Mercúrio e Vênus. O destino da Terra é menos claro; embora o Sol envolta a órbita atual da Terra, a perda de massa da estrela (e, portanto, a gravidade mais fraca) fará com que as órbitas dos planetas se movam mais para fora. Se fosse apenas para isso, Vênus e Terra provavelmente escapariam da incineração, mas um estudo de 2008 sugere que a Terra provavelmente será engolida como resultado de interações de marés com o envelope exterior fracamente ligado ao Sol.
Após a fase de expansão, a zona habitável se deslocará mais fundo para o sistema solar exterior e o cinturão de Kuiper. Isso significa que as temperaturas da superfície em Plutão e Caronte serão altas o suficiente para o gelo da água sublimar em vapor. As temperaturas da superfície em Plutão e Caronte seriam de 0 °C. (O gelo da água sublima em pressões atmosféricas mais baixas). Naquela época, Plutão já teria perdido sua camada de metano como resultado da sublimação. Mas Plutão será muito pequeno e não tem um campo magnético para evitar que íons de alta energia aqueçam sua atmosfera de modo a ser capaz de manter uma atmosfera espessa, dado que a atividade solar aumentaria drasticamente quando o sol morresse. Plutão e Caronte perderão sua atmosfera dítil no espaço, deixando um núcleo rochoso exposto. Ambos perderão de 30% a 40% de sua massa como resultado.
Gradualmente, a queima de hidrogênio na concha ao redor do núcleo solar aumentará a massa do núcleo até atingir cerca de 45% da massa solar atual. Neste ponto, a densidade e a temperatura se tornarão tão altas que a fusão do hélio em carbono começará, levando a um flash de hélio; o Sol encolherá de cerca de 250 para 11 vezes o seu raio atual (sequência principal). Consequentemente, sua luminosidade diminuirá de cerca de 3.000 para 54 vezes seu nível atual, e sua temperatura de superfície aumentará para cerca de 4770 K. O Sol se tornará um gigante horizontal, queimando hélio em seu núcleo de forma estável, assim como queima hidrogênio hoje. O estágio de fusão de hélio durará apenas 100 milhões de anos. Eventualmente, ele terá que recorrer novamente às reservas de hidrogênio e hélio em suas camadas externas e se expandirá uma segunda vez, transformando-se no que é conhecido como um gigante assintótico. Aqui a luminosidade do Sol aumentará novamente. Esta fase dura cerca de 30 milhões de anos, após a qual, ao longo de mais 100.000 anos, as camadas externas remanescentes do Sol cairão, ejetando um vasto fluxo de matéria no espaço e formando um halo conhecido (enganosamente) como uma nebulosa planetária. O material ejetado conterá o hélio e o carbono produzidos pelas reações nucleares do Sol, continuando o enriquecimento do meio interestelar com elementos pesados para as gerações futuras de estrelas.

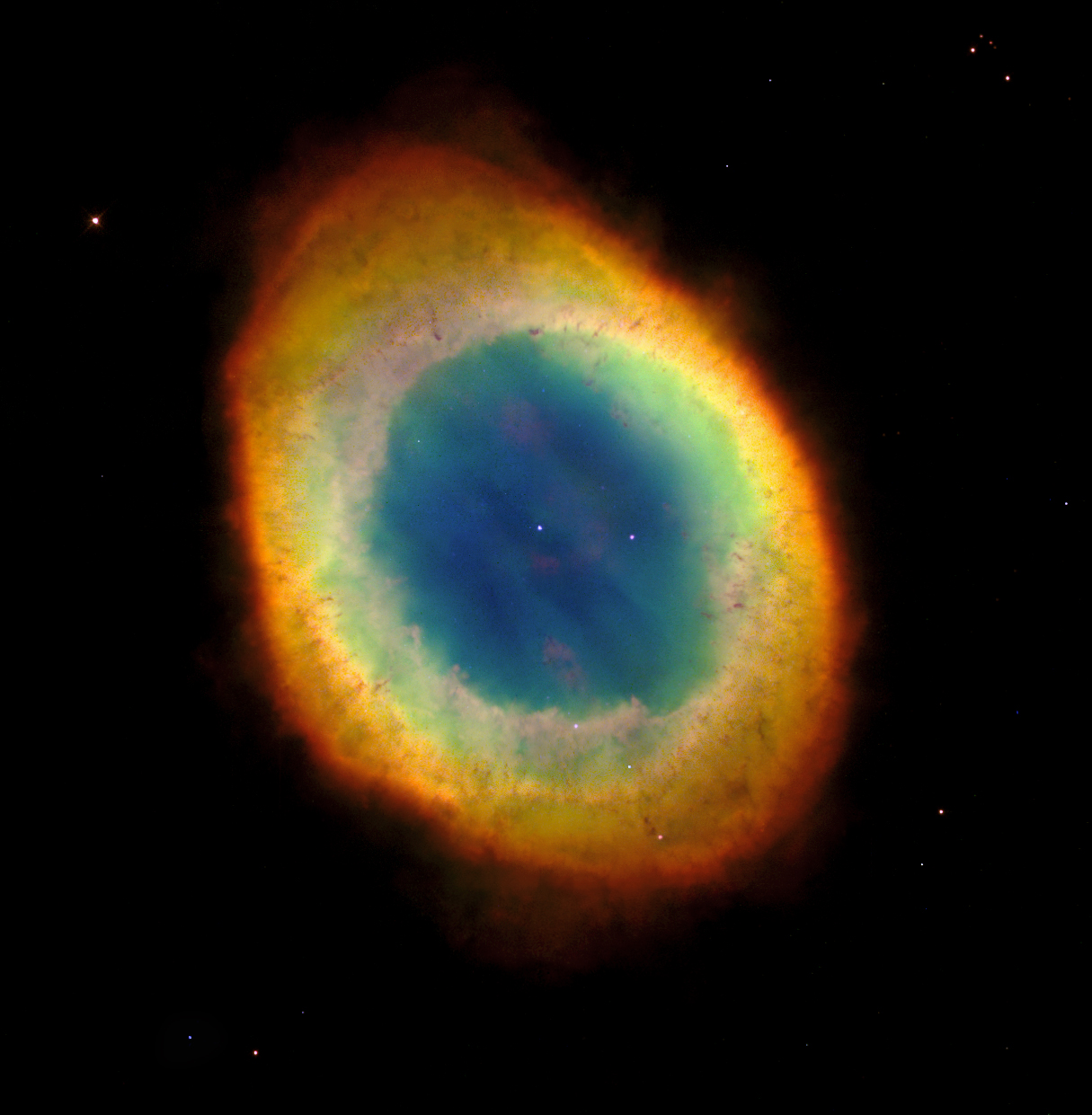
A nebulosa do Anel, uma nebulosa planetária semelhante ao que o Sol se tornará

Este é um evento relativamente pacífico, nada parecido com uma supernova, pois o Sol é muito pequeno para sofrer uma evolução nesta direção. Qualquer observador presente testemunharia um aumento maciço na velocidade do vento solar, mas não o suficiente para destruir um planeta completamente. No entanto, a perda de massa da estrela poderia enviar as órbitas dos planetas sobreviventes para o caos, fazendo com que alguns colidissem, outros fossem ejetados do Sistema Solar, e outros ainda fossem dilacerados pelas interações das marés. Depois, tudo o que restará do Sol é uma anã branca, um objeto extraordinariamente denso, com 54% de sua massa original, mas apenas do tamanho da Terra. Inicialmente, esta anã branca pode ser 100 vezes mais luminosa do que o Sol é agora. Ele consistirá inteiramente de carbono e oxigênio degenerados, mas nunca atingirá temperaturas quentes o suficiente para fundir esses elementos. Assim, a anã branca Sol gradualmente esfriará, ficando mais e mais fraca.
À medida que o Sol morre, sua atração gravitacional sobre os corpos em órbita, como planetas, cometas e asteroides, enfraquecerá devido à sua perda de massa. Todas as órbitas dos planetas restantes se expandirão; se Vênus, Terra e Marte ainda existirem, suas órbitas estarão aproximadamente a 1,4 UA (210.000.000 km), 1,9 UA (280.000.000 km) e 2,8 UA (420.000.000 km). Eles e os outros planetas restantes se tornarão hulks escuros e frígidos, completamente desprovidos de qualquer forma de vida. Eles continuarão a orbitar sua estrela, sua velocidade diminuiu devido à sua maior distância do Sol e à gravidade reduzida do Sol. Dois bilhões de anos depois, quando o Sol resfriou a faixa de 6000-8000K, o carbono e o oxigênio no núcleo do Sol congelarão, com mais de 90% de sua massa restante assumindo uma estrutura cristalina. Eventualmente, após cerca de 1 quatrilhão de anos, o Sol finalmente deixará de brilhar completamente, tornando-se uma anã negra.

## Interação galáctica

Localização do Sistema Solar dentro da Via Láctea

O Sistema Solar viaja sozinho pela Via Láctea em uma órbita circular a aproximadamente 30.000 anos-luz do Centro Galáctico. Sua velocidade é de cerca de 220 km/s. O período necessário para que o Sistema Solar complete uma revolução em torno do Centro Galáctico, o ano galáctico, está na faixa de 220 a 250 milhões de anos. Desde sua formação, o Sistema Solar completou pelo menos 20 voltas desse tipo.
Vários cientistas especularam que o caminho do Sistema Solar através da galáxia é um fator na periodicidade das extinções em massa observadas no registro fóssil da Terra. Uma hipótese supõe que oscilações verticais feitas pelo Sol enquanto orbita o Centro Galáctico fazem com que ele passe regularmente pelo plano galáctico. Quando a órbita do Sol o leva para fora do disco galáctico, a influência da maré galáctica é mais fraca; à medida que reentra no disco galáctico, como acontece a cada 20-25 milhões de anos, ele vem sob a influência das "marés de disco" muito mais fortes, que, de acordo com modelos matemáticos, aumentam o fluxo de cometas da nuvem de Oort para o Sistema Solar em um fator de 4, levando a um aumento maciço na probabilidade de um impacto devastador.
No entanto, outros argumentam que o Sol está atualmente perto do plano galáctico, e ainda assim o último grande evento de extinção foi há 15 milhões de anos. Portanto, a posição vertical do Sol não pode explicar sozinha tais extinções periódicas, e que as extinções ocorrem quando o Sol passa pelos braços em espiral da galáxia. Os braços em espiral abrigam não apenas um número maior de nuvens moleculares, cuja gravidade pode distorcer a nuvem de Oort, mas também para maiores concentrações de gigantes azuis brilhantes, que vivem por períodos relativamente curtos e depois explodem violentamente como supernovas.

### Colisão galáctica e ruptura planetária
Embora a grande maioria das galáxias no Universo esteja se afastando da Via Láctea, a Galáxia de Andrômeda, o maior membro do Grupo Local de galáxias, está indo em direção a ela a cerca de 120 km/s. Em 4 bilhões de anos, Andrômeda e a Via Láctea colidirão, fazendo com que ambas se deformem à medida que as forças das marés distorcem seus braços externos em vastas caudas de maré. Se essa disrupção inicial ocorrer, os astrônomos calculam uma chance de 12% de que o Sistema Solar seja puxado para dentro da cauda da Via Láctea e 3% de chance de que ele se torne gravitacionalmente ligado a Andrômeda e, portanto, torne-se parte dessa galáxia. Após uma nova série de aproximações, durante as quais a probabilidade da ejeção do Sistema Solar sobe para 30%, os buracos negros supermassivos das galáxias se fundirão. Eventualmente, em cerca de 6 bilhões de anos, a Via Láctea e Andrômeda completarão sua fusão em uma galáxia elíptica gigante. Durante a fusão, se houver gás suficiente, o aumento da gravidade forçará o gás para o centro da galáxia elíptica. Isso pode levar a um curto período de formação intensiva de estrelas chamado starburst. Além disso, o gás em queda alimentará o buraco negro recém-formado, transformando-o em um núcleo galáctico ativo. A força dessas interações provavelmente empurrará o Sistema Solar para o halo externo da nova galáxia, deixando-o relativamente ileso pela radiação dessas colisões.
É um equívoco comum que esta colisão irá perturbar as órbitas dos planetas do Sistema Solar. Embora seja verdade que a gravidade das estrelas que passam pode desprender planetas no espaço interestelar, as distâncias entre as estrelas são tão grandes que a probabilidade da colisão Via Láctea-Andrômeda causar tal perturbação a qualquer sistema estelar individual é insignificante. Embora o Sistema Solar como um todo possa ser afetado por esses eventos, o Sol e os planetas não devem ser perturbados.
No entanto, com o tempo, a probabilidade acumulada de um encontro casual com uma estrela aumenta, e a perturbação dos planetas pode tornar-se inevitável. Supondo que os cenários de Big Crunch ou Big Rip para o fim do Universo não ocorram, cálculos sugerem que a gravidade das estrelas que passam terá completamente despojado o Sol morto de seus planetas remanescentes dentro de 1 quatrilhão (1015) anos. Este ponto marca o fim do Sistema Solar. Embora o Sol e os planetas possam sobreviver, o Sistema Solar, em qualquer sentido significativo, deixará de existir.

## Cronologia
O prazo de formação do Sistema Solar foi determinado usando datação radiométrica. Cientistas estimam que o Sistema Solar tem 4,6 bilhões de anos. Os grãos minerais mais antigos conhecidos na Terra têm aproximadamente 4,4 bilhões de anos. Rochas tão antigas são raras, pois a superfície da Terra está constantemente sendo remodelada pela erosão, vulcanismo e tectônica de placas. Para estimar a idade do Sistema Solar, os cientistas usam meteoritos, que foram formados durante a condensação precoce da nebulosa solar. Quase todos os meteoritos (ver o meteorito Canyon Diablo) têm uma idade de 4,6 bilhões de anos, sugerindo que o Sistema Solar deve ser pelo menos tão velho.

Estudos de discos ao redor de outras estrelas também fizeram muito para estabelecer um prazo para a formação do Sistema Solar. Estrelas entre um e três milhões de anos têm discos ricos em gás, enquanto discos ao redor de estrelas com mais de 10 milhões de anos têm pouco ou nenhum gás, sugerindo que planetas gigantes dentro deles deixaram de se formar.